# 1596 en arts plastiques
| Années des arts plastiques : 1593 - 1594 - 1595 - 1596 - 1597 - 1598 - 1599    |
| Décennies des arts plastiques : 1560 - 1570 - 1580 - 1590 - 1600 - 1610 - 1620 |

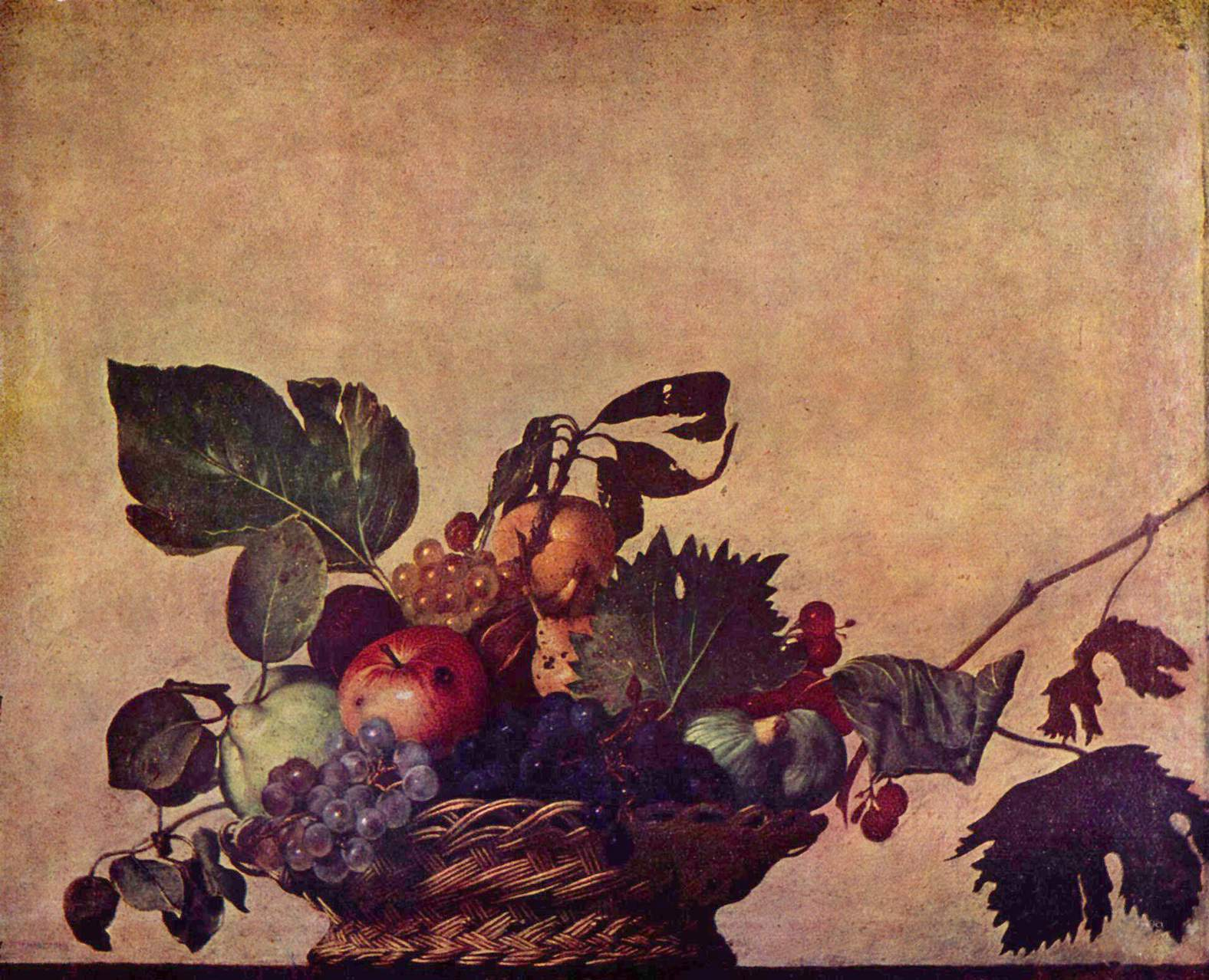
Le Caravage : Corbeille de fruits.

Cette page concerne l'année 1596 en arts plastiques.

## Naissances
- 13 janvier : Jan Van Goyen, peintre et dessinateur néerlandais († 27 avril 1656),
- 2 février : Jacob van Campen, peintre († 13 septembre 1657),
- 8 avril : Juan van der Hamen, peintre espagnol († 28 mars 1631),
- 5 juin : Peter Wtewael, peintre néerlandais († 29 janvier 1660),
- 24 décembre : Leonard Bramer, peintre et dessinateur néerlandais († 10 février 1674).
- Fin 1596 ou début 1597 :
  - Juan Ribalta, peintre espagnol († 1628).
- ? :
  - Antonio Bisquert, peintre espagnol († 1646),
  - Orsola Maddalena Caccia, peintre baroque italienne spécialisée dans la peinture de thèmes religieux, de retables et de natures mortes  († 26 juillet 1676),
  - Thomas de Keyser, peintre et architecte néerlandais († 7 juin 1667),
  - Jacques Stella, peintre français († 29 avril 1657),
  - Xiao Yuncong, peintre chinois († 1673).

## Décès
- 10 juillet : Alessandro Alberti, peintre italien (° 9 mars 1551),
- 20 décembre : Paolo Fiammingo, peintre flamand (° vers 1540),
- ? :
  - Frans Boels, peintre flamand (° 1555),
  - Pedro de Bolduque, sculpteur espagnol (° 1545),
  - Carlo Caliari, peintre italien (° 1570),
  - George Gower, peintre anglais (° vers 1540),
  - Simone Peterzano, peintre  italien du maniérisme tardif de l'école lombarde (° 1540),
  - Dario Varotari, peintre, sculpteur et architecte italien (° 1539).